# Qurtulush Marshi
"Qurtulush Marshi" (tiếng Duy Ngô Nhĩ: قۇرتۇلۇش مارشى) là một bài ca yêu nước của Đông Turkestan. Nó thường được coi là bài hát trên thực tế chính thức của phong trào độc lập Đông Turkestan, được sử dụng bởi Chính phủ Đông Turkestan Lưu vong. Bài hát được sáng tác bởi Mehmet Ali Tevfik vào năm 1933.

## Lời
| Tiếng Duy Ngô Nhĩ | Chữ Cyrill | Chữ Latinh |
| --- | --- | --- |
| قۇرتۇلۇش يولىدا سۇدەك ئاقتى بىزنىڭ قانىمىز سەن ئۈچۈن ئەي يۇرتىمىز بولسۇن پىدا بۇ جانىمىز. قان كىچىپ ھەم جان بىرىپ ئاخىر قۇتۇلدۇردۇق سىنى، قەلبىمىزدە قۇتۇلۇشقا بار ئىدى ئىمانىمىز. يۇرتۇمىز بىز يۈز-كۆزۈڭنى قان بىلەن پاكىزلىدۇق ئۆرلىگەن يالقۇن بىلەن پاكلاندى بەلكى نامىمىز يار ھەمدەم بولدى بىزنىڭ ھىممىتىمىز سەن ئۈچۈن شاۋنۇ شۆھرەتلىك ئىدى ھىممەت بىلەن ئەجدادىمىز ئاتىلارنىڭ جەڭلىرى ئۆچمەيدۇ تارىخ بېتىدىن نەسلى قالدى جەڭگىۋار بىز ئۇنىڭ ئەۋلادى بىز ئاقتى قان ھەم چىقتى جان دۈشمەندىن بولسۇن ئەل ئامان ياشىسۇن، مىڭ ياشىسۇن، پارلانسۇن ئىستىقبالىمىز | Қуртулуш йолида судәк ақти бизниң қанимиз, сән үчүн, әй юртимиз, болсун пида бу җанимиз. қан кëчип, һәм җан бëрип, ахир қутулдурдуқ сëни, қәлбимиздә қутқузушқа бар иди иманимиз. Яру һәмдәм болди бизниң һиммитимиз сән үчүн, дуняни сориған иди һиммәт билән әҗдадимиз. юртумиз, биз йүз-көзүңни қан билән пакизлидуқ, әмди һëч кирләтмигәймиз, чүнки түрктур намимиз. Атилла, чиңгиз, төмүр дуняни титрәткән иди, җан бëрип шан алимиз, биз һәм улар әвладибиз. чиқти җан, һәм ақти қан, дүшмәндин болди әл-аман яшисун, һëч өлмисун, парлансун истиқбалимиз! | Qurtulush yolinda sudək aqti biznig qanimiz, Sən üçün əy yurtimiz bolsun pida janimiz. Qan kiçip həm jan birip akhir qurtuldurduq sini, Qəlbimizdə qutquzushqe bar idi imanimiz. Yar-i həmdəm boldi biznig himmitimiz sən üçün, Dunyani sorghan idi himmət bilən əjdadimiz. Yurtumuz biz yüz-közigni qan bilən pakizliduq, Əmdi heç kirlətmigəymiz çünki Türktur namimiz. Atilla, Çinggiz, Tömür Dünyani Titrətkən idi, Qan birip nam alimiz biz həm ular əvladibiz. Çiqti jan həm aqti qan düshməndin boldi əl aman Yashisun hiç öçmüsun parlansun istiqbalimiz. |